# Tully Gorge nationalpark
Tully Gorge nationalpark är en nationalpark i Australien. Den ligger i delstaten Queensland, i den nordöstra delen av landet, 2 000 km norr om huvudstaden Canberra. Tully Gorge nationalpark ligger 296 meter över havet.